# Trujillo Fútbol Club
El Trujillo Fútbol Club es un club de fútbol hondureño, perteneciente a la ciudad de Trujillo, en el Departamento de Colón. Actualmente participa en la Liga Mario Andrade de la Liga Mayor de Honduras.